# Stadtkanton Halle (Departement der Saale)
Der Stadtkanton Halle war eine Verwaltungseinheit im Distrikt Halle des Departements der Saale im napoleonischen Königreich Westphalen. Der Kanton war von 15.201 Einwohnern bewohnt und hatte eine Fläche von 0,14 Quadratmeilen (entspricht nach metrischen Maßen 7,7 km²). Seine Abmessungen waren somit deutlich kleiner als diejenigen der heutigen kreisfreien Stadt Halle (Saale), er war nur geringfügig größer als der heutige Stadtbezirk Mitte. Die Außenbezirke der heutigen Stadt gehörten dem Kanton Halle-Land an.
Als einziger bewohnter Platz im Kanton war Halle zugleich Hauptort desselben und Sitz des Friedensgerichts. Der Stadtkanton war aus der Immediatstadt Halle des Saalkreises des Herzogtums Magdeburg hervorgegangen.